# Xã Prairie, Quận Franklin, Arkansas
Xã Prairie (tiếng Anh: Prairie Township) là một xã thuộc quận Franklin, tiểu bang Arkansas, Hoa Kỳ. Năm 2010, dân số của xã này là 3.132 người.